# Vochtenite
La vochtenite (simbolo IMA: Voc) è un raro minerale appartenente alla famiglia dei "fosfati, arseniati e vanadati" con composizione chimica (Fe2+,Mg)Fe3+[(UO2)(PO4)]4(OH) • 12-13(H2O), quindi da un punto di vista chimico è un fosfato idrossi-uranilico ferroso-ferrico contenente magnesio.

## Etimologia e storia
La vochtenite prende il nome dal professore di mineralogia dell'Università di Anversa Renaud Vochten; il minerale è stato scoperto nella "miniera di Basset" in Cornovaglia, che è la località tipo.
Il campione tipo del minerale è conservato presso il National Museum of Natural History a Washington.

## Classificazione
Nella nona edizione della sistematica dei minerali di Strunz, aggiornata dall'IMA fino al 2009, la vochtenite si trova nella classe "8. Fosfati, arseniati, vanadati" e da lì nella sottoclasse "8.E Fosfati e arseniati di uranile"; questa è ulteriormente suddivisa in base al rapporto esistente tra la quantità del complesso uranile (UO2) e del complesso fosfato, arseniato o vanadato (RO4) in modo da essere elencata nel sistema nº 8.EB.30, dove ne è l'unico membro.
Tale classificazione resta invariata anche nell'edizione successiva, proseguita dal database "mindat.org" e chiamata Classificazione Strunz-mindat.
Nella Sistematica dei lapis (Lapis-Systematik) di Stefan Weiß il minerale è elencato anche qui nella famiglia dei "fosfati, arseniati e vanadati" e in seguito alla sottoclasse dei "fosfati/arseniati di uranile e vanadati di uranile con [UO2]2+ - [PO4]/[AsO4]3- e [UO2]2+ - [V2O8]6-, nonché vanadati isotipici (serie della sincosite)", dove viene elencato nel sistema nº VII/E.06-010.
Anche nella classificazione dei minerali secondo Dana, usata principalmente nel mondo anglosassone, la vochtenite è classificata nella famiglia dei "fosfati idrati ecc., con idrossile o alogeno" e da lì nella sottofamiglia dei "fosfati idrati ecc., con idrossile o alogeno con (AB)4(XO4)3Zq • x(H2O)", dove è l'unico membro del sistema nº 42.11.23.

## Abito cristallino
La vochtenite cristallizza nel sistema monoclino, mentre il gruppo spaziale non è stato ancora determinato. I parametri reticolari sono a = 12,606 Å, b = 19,99 Å, c = 9,99 Å e β = 102,52° con 3 unità di formula per cella unitaria.

## Proprietà
La vochtenite non presenta alcuna fluorescenza, mentre a causa del suo contenuto di uranio fino al 52,72% è radioattiva con un'attività specifica di 94,37 kBq/g (per confronto, il potassio naturale possiede un'attività specifica pari a 0,0312 kBq/g).
Il minerale possiede una durezza Mohs che oscilla tra i valori 2,5 e 3, a seconda delle fonti, quindi simile al minerale di riferimento calcite (durezza 3).
Il pleocroismo è molto debole e difficoltoso da determinare.

## Origine e giacitura
La vochtenite viene solitamente trovata associata alla bassetite.
Il minerale, essendo raro, è stato rinvenuto solo in pochi siti; oltre alla sua località tipo, la miniera di Basset in Cornovaglia, la vochtenite è stata trovata solo in Europa e, più precisamente, a: Pleystein (Circondario di Neustadt an der Waldnaab, in Baviera, Germania); a Neuvy-Grandchamp (regione della Borgogna-Franca Contea in Francia); a Salvan nel Canton Vallese, e Aigle nel Canton Vaud (entrambi in Svizzera), infine a Jáchymov e a Kladská (Repubblica Ceca).

## Forma in cui si presenta in natura
Il minerale si presenta in aggregati, costituiti da numerosi cristalli singoli o cluster. Il suo colore è marrone-bronzo e il colore del suo striscio sulla mattonella di prova è marrone chiaro.